# Newburgh (Lancashire)
Newburgh is een civil parish in het bestuurlijke gebied West Lancashire, in het Engelse graafschap Lancashire met 1056 inwoners.